# Brossay
Brossay est une commune française située dans le département de Maine-et-Loire, en région Pays de la Loire.

## Géographie

### Localisation
Commune angevine du Saumurois, Brossay se situe au sud de Cizay-la-Madeleine, sur la route D 174, Le Puy-Notre-Dame, et à proximité de la D 761, Doué-la-Fontaine / Montreuil-Bellay.

### Climat
Pour des articles plus généraux, voir Climat des Pays de la Loire et Climat de Maine-et-Loire.
En 2010, le climat de la commune est de type climat océanique dégradé des plaines du Centre et du Nord, selon une étude du CNRS s'appuyant sur une série de données couvrant la période 1971-2000. En 2020, Météo-France publie une typologie des climats de la France métropolitaine dans laquelle la commune est exposée à un climat océanique et est dans la région climatique Moyenne vallée de la Loire, caractérisée par une bonne insolation (1 850 h/an) et un été peu pluvieux.
Pour la période 1971-2000, la température annuelle moyenne est de 11,4 °C, avec une amplitude thermique annuelle de 14,2 °C. Le cumul annuel moyen de précipitations est de 641 mm, avec 11,3 jours de précipitations en janvier et 5,8 jours en juillet. Pour la période 1991-2020, la température moyenne annuelle observée sur la station météorologique de Météo-France la plus proche, « Mont-Bellay-Inra », sur la commune de Montreuil-Bellay à 6 km à vol d'oiseau, est de 12,8 °C et le cumul annuel moyen de précipitations est de 616,3 mm,. Pour l'avenir, les paramètres climatiques de la commune estimés pour 2050 selon différents scénarios d'émission de gaz à effet de serre sont consultables sur un site dédié publié par Météo-France en novembre 2022.

## Urbanisme

### Typologie
Au 1er janvier 2024, Brossay est catégorisée commune rurale à habitat dispersé, selon la nouvelle grille communale de densité à sept niveaux définie par l'Insee en 2022.
Elle est située hors unité urbaine. Par ailleurs la commune fait partie de l'aire d'attraction de Doué-en-Anjou, dont elle est une commune de la couronne,. Cette aire, qui regroupe 7 communes, est catégorisée dans les aires de moins de 50 000 habitants,.

### Occupation des sols
L'occupation des sols de la commune, telle qu'elle ressort de la base de données européenne d’occupation biophysique des sols Corine Land Cover (CLC), est marquée par l'importance des territoires agricoles (88,4 % en 2018), en diminution par rapport à 1990 (90 %). La répartition détaillée en 2018 est la suivante : 
cultures permanentes (42,7 %), terres arables (24,6 %), zones agricoles hétérogènes (21,1 %), forêts (6 %), zones urbanisées (5,6 %). L'évolution de l’occupation des sols de la commune et de ses infrastructures peut être observée sur les différentes représentations cartographiques du territoire : la carte de Cassini (XVIIIe siècle), la carte d'état-major (1820-1866) et les cartes ou photos aériennes de l'IGN pour la période actuelle (1950 à aujourd'hui).

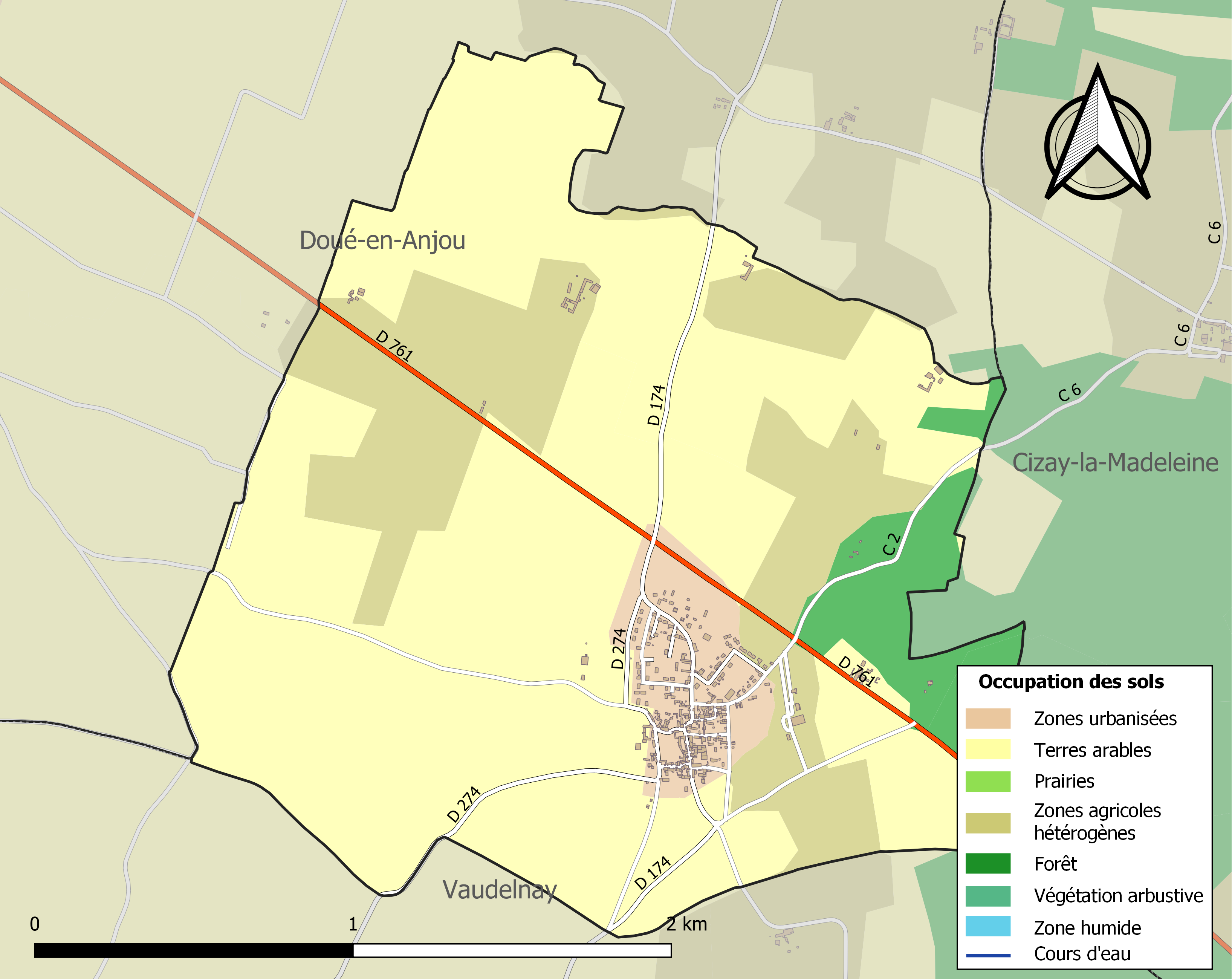
Carte des infrastructures et de l'occupation des sols de la commune en 2018 (CLC).

## Toponymie
Formes anciennes du nom : In boscho de Bruciaco en 1070-1118, Brociacus en 1097 et 1123, Brochai en 1162-1177.
Brossay, du nom d'homme gallo-romain Broccius à l'origine du nom du lieu, lui-même tiré du gaulois broccos (blaireau).

## Histoire
Pendant la Première Guerre mondiale, 7 habitants perdent la vie. Lors de la Seconde Guerre mondiale, deux habitants sont tués.

## Politique et administration

### Administration municipale
| Période                                  | Période                   | Identité                | Étiquette | Qualité                            |
| ---------------------------------------- | ------------------------- | ----------------------- | --------- | ---------------------------------- |
| 1790                                     |                           | René Gallé              |           | curé                               |
| 1792                                     |                           | C. Pain                 |           | agent municipal de l'an III à 1798 |
| 6 mai 1802                               |                           | Falloux                 |           |                                    |
| 1808                                     | 1810 (décès)              | Thomas-Brochouère       |           |                                    |
| 1810                                     |                           | Joseph Thomas           |           | médecin                            |
| 1835                                     |                           | Louis Thomas-Desprez    |           |                                    |
| 1848                                     |                           | Joseph Thomas           |           |                                    |
| 1855                                     |                           | Charles Berte           |           |                                    |
| 1878                                     |                           | Ernest Godbert          |           |                                    |
| 1884                                     |                           | Pierre Falloux          |           |                                    |
| 1892                                     |                           | Louis Falloux           |           |                                    |
| 1904                                     |                           | Pierre Jamain           |           |                                    |
| 1912                                     |                           | Louis Falloux           |           |                                    |
| 1925                                     |                           | Honoré Merle            |           |                                    |
| 1929                                     |                           | Achille Blanchard       |           |                                    |
| 1935                                     |                           | Louis Brevet            |           |                                    |
| 1945                                     |                           | Louis Bordier           |           |                                    |
| 1956                                     |                           | Camille Liaigre         | DVD       |                                    |
| 1995                                     | mai 2020                  | Marie-France Le Neillon |           | Gérante entreprise travaux publics |
| mai 2020                                 | En cours (au 31 mai 2020) | Gilles Roussillat       | DVG       |                                    |
| Les données manquantes sont à compléter. |                           |                         |           |                                    |

### Intercommunalité
La commune est membre de la communauté d'agglomération Saumur Val de Loire, après transformation de la Saumur Loire Développement.

## Population et société

### Démographie

#### Évolution démographique
L'évolution du nombre d'habitants est connue à travers les recensements de la population effectués dans la commune depuis 1793. Pour les communes de moins de 10 000 habitants, une enquête de recensement portant sur toute la population est réalisée tous les cinq ans, les populations de référence des années intermédiaires étant quant à elles estimées par interpolation ou extrapolation. Pour la commune, le premier recensement exhaustif entrant dans le cadre du nouveau dispositif a été réalisé en 2004.

En 2022, la commune comptait 348 habitants, en évolution de −6,2 % par rapport à 2016 (Maine-et-Loire : +2,12 %, France hors Mayotte : +2,11 %).
| 1793 | 1800 | 1806 | 1821 | 1831 | 1836 | 1841 | 1846 | 1851 |
| ---- | ---- | ---- | ---- | ---- | ---- | ---- | ---- | ---- |
| 201  | 169  | 195  | 173  | 183  | 164  | 197  | 229  | 254  |

| 1856 | 1861 | 1866 | 1872 | 1876 | 1881 | 1886 | 1891 | 1896 |
| ---- | ---- | ---- | ---- | ---- | ---- | ---- | ---- | ---- |
| 266  | 236  | 254  | 240  | 233  | 236  | 244  | 240  | 216  |

| 1901 | 1906 | 1911 | 1921 | 1926 | 1931 | 1936 | 1946 | 1954 |
| ---- | ---- | ---- | ---- | ---- | ---- | ---- | ---- | ---- |
| 241  | 257  | 237  | 219  | 212  | 228  | 217  | 212  | 193  |

| 1962 | 1968 | 1975 | 1982 | 1990 | 1999 | 2004 | 2006 | 2009 |
| ---- | ---- | ---- | ---- | ---- | ---- | ---- | ---- | ---- |
| 206  | 289  | 337  | 280  | 300  | 243  | 266  | 290  | 317  |

| 2014 | 2019 | 2022 | - | - | - | - | - | - |
| ---- | ---- | ---- | - | - | - | - | - | - |
| 370  | 350  | 348  | - | - | - | - | - | - |

#### Pyramide des âges
En 2018, le taux de personnes d'un âge inférieur à 30 ans s'élève à 38,3 %, soit au-dessus de la moyenne départementale (37,2 %). À l'inverse, le taux de personnes d'âge supérieur à 60 ans est de 22,9 % la même année, alors qu'il est de 25,6 % au niveau départemental.
En 2018, la commune comptait 180 hommes pour 177 femmes, soit un taux de 50,42 % d'hommes, légèrement supérieur au taux départemental (48,63 %).
Les pyramides des âges de la commune et du département s'établissent comme suit.
| Hommes | Classe d’âge | Femmes |
| ------ | ------------ | ------ |
| 0,6    | 90 ou +      | 0,0    |
| 7,4    | 75-89 ans    | 9,8    |
| 14,2   | 60-74 ans    | 13,8   |
| 18,2   | 45-59 ans    | 14,4   |
| 23,9   | 30-44 ans    | 21,3   |
| 13,1   | 15-29 ans    | 15,5   |
| 22,7   | 0-14 ans     | 25,3   |

| Hommes | Classe d’âge | Femmes |
| ------ | ------------ | ------ |
| 0,9    | 90 ou +      | 2,1    |
| 7      | 75-89 ans    | 9,5    |
| 16,2   | 60-74 ans    | 16,9   |
| 19,4   | 45-59 ans    | 18,7   |
| 18,2   | 30-44 ans    | 17,5   |
| 18,8   | 15-29 ans    | 17,6   |
| 19,5   | 0-14 ans     | 17,6   |

## Économie
Sur 18 établissements présents sur la commune à fin 2010, 50 % relèvent du secteur de l'agriculture (pour une moyenne de 17 % sur le département), aucun du secteur de l'industrie, 6 % du secteur de la construction, 39 % de celui du commerce et des services et 6 % du secteur de l'administration et de la santé. Cinq ans plus tard, en 2015, sur les 23 établissements présents, 30 % relèvent du secteur de l'agriculture (pour une moyenne de 11 % sur le département), 4 % du secteur de l'industrie, 13 % de celui de la construction, 48 % du secteur du commerce et des services et 4 % de celui de l'administration et de la santé.

## Culture locale et patrimoine

### Lieux et monuments
- Église Saint-Nicolas.